# 457 aC
L'any 457 aC va ser un any del calendari romà prejulià. Durant la República Romana es coneixia com l'Any del consolat de Pulvil i Augurí o Cincinat i Vibulà o, de vegades, any 297 Ab urbe condita o de la fundació de Roma. La denominació 457 aC per a aquest any s'ha emprat des de l'edat mitjana, quan el calendari Anno Domini va ser el mètode més usat a Europa per a anomenar els anys.

## Esdeveniments

### Grècia
- Batalla de Tànagra. Va ser un enfrontament important entre Atenes i Esparta al principi de la Primera Guerra del Peloponnès. Els atenesos havien començat l'ampliació de la Muralla llarga. Un exèrcit espartà va vèncer l'exèrcit atenès mentre intentaven impedir-ne la construcció, però el treball en els murs va continuar i van ser acabats poc després de la batalla. Els atenesos eren dirigits per Mirònides i tenien una força de 14.000 soldats. Els espartans tenien per cap l'estrateg Nicomedes, amb un total d'11.500 soldats.[2]
- A la tardor, els atenesos, sota comandament de Mirònides, derroten als beocis i als tebans a Enòfita i obtenen el control de Beòcia i la Fòcida, excepte Tebes.[3]
- Els zeugites, pagesos que havien obtingut la ciutadania pe¡r les lleis de Soló, van poder accedir a l'arcontat, o govern de la ciutat.[2]
- Probablement aquest any, Cimó d'Atenes va ser condemnat a l'ostracisme, després de la batalla de Tanagra.[4]

### República Romana
- A Roma van ser elegits cònsols Gai Horaci Pulvil i Quint Minuci Esquilí Augurí.[5] Esquilí Augurí va dirigir la guerra contra els sabins, però no va poder fer més que assolar les seves terres, ja que els sabins es tancaven a les seves ciutats fortificades.[6] Horaci Pulvil va lluitar contra els eques als que va derrotar destruint Corbió.[7]